# Seppo Pyykkö
Seppo Pyykkö (ur. 24 grudnia 1955 w Oulu) – fiński piłkarz występujący na pozycji napastnika.

## Kariera klubowa
Pyykkö karierę rozpoczynał w sezonie 1973 w drugoligowym zespole Oulun Palloseura. W sezonie 1975 awansował z nim do pierwszej ligi, a w sezonie 1979 zdobył mistrzostwo Finlandii.
W 1979 roku przeszedł do amerykańskiego Houston Summit z MISL. Spędził tam sezon 1979/1980, a potem odszedł do niemieckiego Bayeru Uerdingen. W Bundeslidze zadebiutował 18 października 1980 w wygranym 4:1 meczu z MSV Duisburg. W sezonie 1980/1981 spadł z Bayerem do 2. Bundesligi. W barwach Bayeru grał tam przez jeden sezon.
W 1982 roku Pyykkö wrócił do Oulun Palloseura. W sezonie 1983 spadł z nim z pierwszej ligi do drugiej. W 1985 roku został graczem pierwszoligowego OTP Oulu, a w 1986 roku zakończył karierę.

## Kariera reprezentacyjna
W reprezentacji Finlandii Pyykkö zadebiutował 13 czerwca 1976 w przegranym 1:4 meczu eliminacji Mistrzostw Świata 1978 z Anglią. 20 września 1978 w wygranym 2:1 pojedynku eliminacji Mistrzostw Europy 1980 z Węgrami strzelił swojego jedynego gola w kadrze. W latach 1976–1981 w drużynie narodowej rozegrał 30 spotkań.